# Denmark Open 1999
Die Denmark Open 1999 waren eines der Top-10-Turniere des Jahres im Badminton in Europa. Sie fanden im Vejle Idraets Center in Vejle vom 13. bis 17. Oktober 1999 statt. Das Preisgeld betrug 120.000 US-Dollar. Das Turnier hatte damit einen Vier-Sterne-Status im World Badminton Grand Prix.

## Sieger und Platzierte
| Disziplin    | Gold                                | Silber                       | Bronze                                  |
| ------------ | ----------------------------------- | ---------------------------- | --------------------------------------- |
| Herreneinzel | Poul-Erik Høyer Larsen              | Wong Choong Hann             | Sun Jun                                 |
| Herreneinzel | Poul-Erik Høyer Larsen              | Wong Choong Hann             | Peter Gade                              |
| Dameneinzel  | Camilla Martin                      | Zhou Mi                      | Dai Yun                                 |
| Dameneinzel  | Camilla Martin                      | Zhou Mi                      | Gong Ruina                              |
| Herrendoppel | Martin Lundgaard Hansen Lars Paaske | Jim Laugesen Michael Søgaard | Jens Eriksen Jesper Larsen              |
| Herrendoppel | Martin Lundgaard Hansen Lars Paaske | Jim Laugesen Michael Søgaard | S. Antonius Budi Ariantho Denny Kantono |
| Damendoppel  | Gao Ling Qin Yiyuan                 | Chen Lin Jiang Xuelian       | Helene Kirkegaard Rikke Olsen           |
| Damendoppel  | Gao Ling Qin Yiyuan                 | Chen Lin Jiang Xuelian       | Deyana Lomban Eliza Nathanael           |
| Mixed        | Liu Yong Ge Fei                     | Zhang Jun Gao Ling           | Simon Archer Joanne Goode               |
| Mixed        | Liu Yong Ge Fei                     | Zhang Jun Gao Ling           | Jens Eriksen Mette Schjoldager          |

## Finalresultate
| Disziplin    | Sieger                              | Finalist                     | Ergebnis         |
| ------------ | ----------------------------------- | ---------------------------- | ---------------- |
| Herreneinzel | Poul-Erik Høyer Larsen              | Wong Choong Hann             | 17–15, 15–4      |
| Dameneinzel  | Camilla Martin                      | Zhou Mi                      | 8–11, 11–4, 11–1 |
| Herrendoppel | Martin Lundgaard Hansen Lars Paaske | Jim Laugesen Michael Søgaard | 15–13, 15–10     |
| Damendoppel  | Gao Ling Qin Yiyuan                 | Chen Lin Jiang Xuelian       | 15–12, 15–8      |
| Mixed        | Liu Yong Ge Fei                     | Zhang Jun Gao Ling           | 15–12, 17–14     |

## Ergebnisse

### Herreneinzel Qualifikation
- Kasper Nielsen –  Enrico Galeani: 15-7 / 15-12
- Henrik Kryger –  Petr Martinec: 15-2 / 15-9
- Kim Nielsen –  Kiran Kumar: 15-7 / 15-11
- Henrik Hansen –  Alun Biggart: 13-15 / 15-9 / 15-7
- Morten B Pedersen –  Sandeep Singh Dhillon: 15-6 / 15-0
- Agarawu Tunde –  Michael Moesgaard: 15-3 / 15-9
- Peter Espersen –  Thomas Nielsen: 15-5 / 15-7
- Lin Liwen –  Thomas Røjkjær Jensen: 15-12 / 15-6
- Kenni Birkelund –  Johnny Hast Hansen: 15-7 / 15-11
- Jonas Lyduch –  Michał Łogosz: 15-11 / 15-7
- Bo Rafn –  Rasmus Nielsen: 15-4 / 15-9
- Marcus Jansson –  Kent Wæde Hansen: 17-14 / 15-12
- Harald Koch –  Jacob Nielsen: 17-15 / 15-7
- Xiao Hui –  Gregers Schytt: 15-10 / 15-3
- Carsten Gjerlev –  Rajeev Bagga: 15-10 / 12-15 / 15-11
- Thomas Rahlin –  Jacob Sorensen: 15-12 / 15-5

### Herreneinzel
- Sun Jun  –  Jonas Lyduch: 15-7 / 15-6
- Pullela Gopichand –  Joachim Fischer Nielsen: 15-7 / 15-12
- Xiao Hui –  Yohan Hadikusumo Wiratama: 15-12 / 15-12
- Jyri Aalto –  Thomas Søgaard: 15-6 / 15-8
- Ong Ewe Hock –  Jan Vondra: 15-2 / 15-11
- Dicky Palyama –  Kazuhiro Shimogami: 15-5 / 17-16
- Kenneth Jonassen –  Marcus Jansson: 15-6 / 15-4
- George Rimarcdi –  Craig Robertson: 15-9 / 15-8
- Taufik Hidayat –  Ville Kinnunen: 15-12 / 15-6
- Keita Masuda –  Kasper Ødum: 17-15 / 15-7
- Yong Hock Kin –  Morten B Pedersen: 15-4 / 15-7
- Martin Delfs –  Michael Edge: 15-12 / 15-6
- Poul-Erik Høyer Larsen –  Sachin Ratti: 15-4 / 15-6
- Lin Liwen –  Morten Grove: 15-6 / 15-12
- Dong Jiong –  Roslin Hashim: 15-9 / 15-6
- Carsten Gjerlev –  Klaus Raffeiner: 15-11 / 12-15 / 15-3
- Mark Constable –  Jan Fröhlich: 15-2 / 15-11
- Peter Rasmussen –  Guillermo Cox: 15-7 / 15-5
- Ruud Kuijten –  Bruce Flockhart: 15-11 / 15-10
- Wong Choong Hann –  Tadashi Ohtsuka: 15-10 / 15-1
- Jeroen van Dijk –  Kasper Fangel: 15-10 / 15-9
- Thomas Johansson –  Antti Viitikko: 15-3 / 15-10
- Xia Xuanze –  Anders Boesen: 15-7 / 10-15 / 17-14
- Heryanto Arbi –  Abhinn Shyam Gupta: 11-15 / 17-15 / 15-9
- Martin Hagberg –  Henrik Kryger: 15-12 / 15-9
- Rashid Sidek –  Vladislav Druzchenko: 6-15 / 17-14 / 15-3
- Nikhil Kanetkar –  Kim Nielsen: 15-8 / 15-5
- Marleve Mainaky –  Peter Janum: 15-10 / 9-15 / 15-8
- Ji Xinpeng –  Rony Agustinus: 15-11 / 15-8
- Fumihiko Machida –  Marián Šulko: 15-3 / 15-8
- Peter Gade –  Jürgen Koch: 15-3 / 15-1
- Niels Christian Kaldau –  Steve Isaac: w.o.
- Sun Jun  –  Pullela Gopichand: 15-9 / 15-5
- Jyri Aalto –  Xiao Hui: 15-7 / 15-13
- Ong Ewe Hock –  Dicky Palyama: 15-13 / 15-9
- Kenneth Jonassen –  George Rimarcdi: 15-10 / 15-4
- Taufik Hidayat –  Keita Masuda: 15-6 / 15-4
- Yong Hock Kin –  Martin Delfs: 15-3 / 15-7
- Poul-Erik Høyer Larsen –  Lin Liwen: 15-2 / 15-2
- Dong Jiong –  Carsten Gjerlev: 15-1 / 15-3
- Peter Rasmussen –  Mark Constable: 15-13 / 15-2
- Wong Choong Hann –  Ruud Kuijten: 15-8 / 15-4
- Thomas Johansson –  Jeroen van Dijk: 15-9 / 4-15 / 15-7
- Heryanto Arbi –  Xia Xuanze: 11-15 / 15-11 / 15-8
- Martin Hagberg –  Rashid Sidek: 15-13 / 8-15 / 15-9
- Marleve Mainaky –  Nikhil Kanetkar: 15-10 / 15-13
- Ji Xinpeng –  Niels Christian Kaldau: 5-15 / 15-1 / 15-2
- Peter Gade –  Fumihiko Machida: 15-3 / 15-4
- Sun Jun  –  Jyri Aalto: 15-12 / 15-6
- Kenneth Jonassen –  Ong Ewe Hock: 15-4 / 15-8
- Taufik Hidayat –  Yong Hock Kin: 15-6 / 15-2
- Poul-Erik Høyer Larsen –  Dong Jiong: 15-8 / 15-8
- Wong Choong Hann –  Peter Rasmussen: 15-10 / 2-15 / 15-8
- Heryanto Arbi –  Thomas Johansson: 15-9 / 14-17 / 15-3
- Marleve Mainaky –  Martin Hagberg: 15-12 / 15-6
- Peter Gade –  Ji Xinpeng: 15-9 / 15-3
- Sun Jun  –  Kenneth Jonassen: 15-9 / 15-9
- Poul-Erik Høyer Larsen –  Taufik Hidayat: 15-9 / 15-11
- Wong Choong Hann –  Heryanto Arbi: 15-7 / 15-9
- Peter Gade –  Marleve Mainaky: 17-14 / 15-8
- Poul-Erik Høyer Larsen –  Sun Jun: 15-10 / 9-15 / 17-16
- Wong Choong Hann –  Peter Gade: 15-13 / 15-4
- Poul-Erik Høyer Larsen –  Wong Choong Hann: 17-15 / 15-4

### Dameneinzel Qualifikation
- Nina Weckström –  Tine B. Nielsen: 11-5 / 11-7
- Tina Olsen –  Fiona Sneddon: 13-10 / 11-7
- Sun Jian –  Tine Høy: 11-6 / 11-0
- B. R. Meenakshi –  Line Molander: 11-8 / 11-0
- Tang Chunjue –  Mette Pedersen: 11-3 / 11-7
- Agnese Allegrini –  Lone Østergaard Jørgensen: 11-8 / 11-3
- Sandra Watt –  Elizabeth Cann: 8-11 / 11-6 / 13-10
- Malene Worm –  Lene Rasmussen: 11-7 / 11-4
- Nina Weckström –  Mie Nielsen: 11-13 / 11-1 / 11-8
- Anne Marie Pedersen –  Tina Olsen: 11-2 / 11-5
- Sun Jian –  Katarzyna Krasowska: 11-3 / 11-2
- B. R. Meenakshi –  Petra Schrott: 11-8 / 11-7
- Tang Chunjue –  Mette Melcher: 11-4 / 11-0
- Tanja Berg –  Agnese Allegrini: 11-6 / 6-11 / 11-0
- Sandra Watt –  Julie Boe: 11-9 / 11-1
- Kinga Rudolf –  Malene Worm: 7-11 / 11-9 / 11-4

### Dameneinzel
- Dai Yun –  Joanna Szleszyńska: 11-4 / 11-3
- Sandra Watt –  Nina Weckström: 13-10 / 11-8
- Yasuko Mizui –  Christina Sørensen: 11-6 / 11-5
- Brenda Beenhakker –  Margit Borg: 11-5 / 11-8
- Camilla Martin –  Miho Tanaka: 11-3 / 11-4
- Huang Chia-chi –  Aparna Popat: 11-4 / 4-11 / 11-6
- Cindana Hartono –  Justine Willmott: 11-0 / 11-7
- Tang Chunjue –  Mia Audina: 13-12 / 11-4
- Kanako Yonekura –  Tine Baun: 11-6 / 13-10
- Sun Jian –  Lidya Djaelawijaya: 13-11 / 11-6
- Marina Andrievskaia –  Mette Pedersen: 11-8 / 11-1
- Zhou Mi –  Judith Meulendijks: 11-1 / 11-2
- Ellen Angelina –  Neelima Chowdary: 11-4 / 11-7
- Mette Sørensen –  Elena Nozdran: 11-6 / 11-0
- Kelly Morgan –  Karolina Ericsson: 11-9 / 11-7
- Gong Ruina –  Takako Ida: 11-3 / 13-12
- Dai Yun –  Sandra Watt: 11-2 / 11-1
- Yasuko Mizui –  Brenda Beenhakker: 11-8 / 11-1
- Camilla Martin –  Huang Chia-chi: 11-4 / 11-2
- Tang Chunjue –  Cindana Hartono: 11-7 / 11-5
- Kanako Yonekura –  Sun Jian: 11-2 / 11-4
- Zhou Mi –  Marina Andrievskaia: 11-3 / 11-13 / 11-6
- Mette Sørensen –  Ellen Angelina: 8-11 / 11-9 / 11-3
- Gong Ruina –  Kelly Morgan: 11-9 / 11-9
- Dai Yun –  Yasuko Mizui: 13-10 / 11-5
- Camilla Martin –  Tang Chunjue: 5-11 / 11-8 / 13-11
- Zhou Mi –  Kanako Yonekura: 11-5 / 11-6
- Gong Ruina –  Mette Sørensen: 11-6 / 11-9
- Camilla Martin –  Dai Yun: 4-11 / 11-6 / 11-9
- Zhou Mi –  Gong Ruina: 1-11 / 11-4 / 11-1
- Camilla Martin –  Zhou Mi: 8-11 / 11-3 / 11-1

### Herrendoppel Qualifikation
- Patrick Ejlerskov /  Thomas Laybourn –  Kristian Langbak /  Peter Steffensen: 15-8 / 5-15 / 15-9
- Kenneth Agerskov /  Bo Rafn –  Michael Larsen /  Thomas Rahlin: 15-10 / 15-5
- Henrik Jeppesen /  Jesper Thomsen –  Martin Delfs /  Andreas Hansen: 17-14 / 15-11
- Mathias Boe /  Michael Jensen –  Rajeev Bagga /  Sandeep Singh Dhillon: 15-2 / 15-1
- Patrick Ejlerskov /  Thomas Laybourn –  Kenneth Agerskov /  Bo Rafn: 15-2 / 9-15 / 15-11
- Mathias Boe /  Michael Jensen –  Henrik Jeppesen /  Jesper Thomsen: 5-15 / 15-3 / 15-1

### Herrendoppel
- Eng Hian /  Flandy Limpele –  Michał Łogosz /  Robert Mateusiak: 15-9 / 15-7
- Keita Masuda /  Tadashi Ohtsuka –  András Piliszky /  Peder Nissen: 10-15 / 15-4 / 15-7
- Peter Axelsson /  Pär-Gunnar Jönsson –  Jan Fröhlich /  Petr Martinec: 15-4 / 15-3
- Martin Lundgaard Hansen /  Lars Paaske –  Anthony Clark /  Ian Sullivan: 15-4 / 15-3
- Jens Eriksen /  Jesper Larsen –  Shinji Ohta /  Takuya Takehana: 15-2 / 15-5
- Cheah Soon Kit /  Yap Kim Hock –  Cheng Rui /  Wang Wei: 15-13 / 15-5
- Simon Archer /  Nathan Robertson –  Jesper Christensen /  Thomas Hovgaard: 15-3 / 15-5
- Jesper Mikla /  Janek Roos –  Alastair Gatt /  Craig Robertson: 15-7 / 15-9
- Ade Lukas /  Santoso Sugiharjo –  Mathias Boe /  Michael Jensen: 15-8 / 15-0
- Zhang Jun /  Zhang Wei –  Joachim Fischer Nielsen /  Ove Svejstrup: 15-10 / 15-5
- Dennis Lens /  Quinten van Dalm –  Jaseel P. Ismail /  Vincent Lobo: 15-9 / 11-15 / 15-9
- Jim Laugesen /  Michael Søgaard –  Takuya Katayama /  Yuzo Kubota: 15-1 / 15-2
- Michael Lamp /  Jonas Rasmussen –  Patrick Boonen /  David Vandewinkel: 15-11 / 15-8
- Chris Hunt /  Julian Robertson –  Enrico Galeani /  Simone Vincenzi: 15-1 / 15-1
- Harald Koch /  Jürgen Koch –  Thomas Røjkjær Jensen /  Tommy Sørensen: 15-12 / 17-14
- S. Antonius Budi Ariantho /  Denny Kantono –  Dennis S. Jensen /  Lars Sørensen: 15-3 / 15-4
- Eng Hian /  Flandy Limpele –  Keita Masuda /  Tadashi Ohtsuka: 15-3 / 15-5
- Martin Lundgaard Hansen /  Lars Paaske –  Peter Axelsson /  Pär-Gunnar Jönsson: 13-15 / 15-10 / 15-7
- Jens Eriksen /  Jesper Larsen –  Cheah Soon Kit /  Yap Kim Hock: 15-9 / 15-11
- Simon Archer /  Nathan Robertson –  Jesper Mikla /  Janek Roos: 15-8 / 15-9
- Ade Lukas /  Santoso Sugiharjo –  Zhang Jun /  Zhang Wei: 15-12 / 15-17 / 15-11
- Jim Laugesen /  Michael Søgaard –  Dennis Lens /  Quinten van Dalm: 15-10 / 15-17 / 15-3
- Chris Hunt /  Julian Robertson –  Michael Lamp /  Jonas Rasmussen: 15-10 / 15-2
- S. Antonius Budi Ariantho /  Denny Kantono –  Harald Koch /  Jürgen Koch: 15-4 / 15-8
- Martin Lundgaard Hansen /  Lars Paaske –  Eng Hian /  Flandy Limpele: 5-15 / 15-7 / 17-15
- Jens Eriksen /  Jesper Larsen –  Simon Archer /  Nathan Robertson: 15-8 / 15-12
- Jim Laugesen /  Michael Søgaard –  Ade Lukas /  Santoso Sugiharjo: 15-10 / 7-15 / 15-10
- S. Antonius Budi Ariantho /  Denny Kantono –  Chris Hunt /  Julian Robertson: 15-5 / 15-10
- Martin Lundgaard Hansen /  Lars Paaske –  Jens Eriksen /  Jesper Larsen: 15-10 / 15-10
- Jim Laugesen /  Michael Søgaard –  S. Antonius Budi Ariantho /  Denny Kantono: 15-11 / 17-14
- Martin Lundgaard Hansen /  Lars Paaske –  Jim Laugesen /  Michael Søgaard: 15-13 / 15-10

### Damendoppel
- Helene Kirkegaard /  Rikke Olsen –  Fiona Sneddon /  Sandra Watt: 15-7 / 15-2
- Agnese Allegrini /  Maria Luisa Mur –  Winnie Madsen /  Mette Melcher: 15-2 / 15-12
- Yoshiko Iwata /  Haruko Matsuda –  Nadia Lyduch /  Tina Olsen: 15-2 / 15-3
- Julie Boe /  Julie Houmann –  Lorraine Cole /  Tracy Hutchinson: 15-13 / 12-15 / 15-9
- Chen Lin /  Jiang Xuelian –  Carmelita /  Indarti Issolina: 15-8 / 15-3
- Lotte Jonathans /  Nicole van Hooren –  Jane F. Bramsen /  Pernille Harder: 15-13 / 11-15 / 17-15
- Ann-Lou Jørgensen /  Mette Schjoldager –  Takae Masumo /  Chikako Nakayama: 15-6 / 15-11
- Katarzyna Krasowska /  Joanna Szleszyńska –  Pernille Aabel Sørensen /  Lone Østergaard Jørgensen: 15-1 / 17-14
- Jeanette Lund /  Anne Marie Pedersen –  Stefanie Westermann /  Kathy Zimmerman: 8-15 / 15-12 / 15-4
- Deyana Lomban /  Eliza Nathanael –  Marlene Thomsen /  Anne Mette Bille: 17-16 / 15-6
- Naomi Murakami /  Hiromi Yamada –  Gail Emms /  Justine Willmott: 15-10 / 15-6
- Tang Chunjue /  Zhou Mi –  Zelin Resiana /  Majken Vange: 15-9 / 15-9
- Britta Andersen /  Lene Mørk –  Viktoria Evtushenko /  Elena Nozdran: 17-15 / 15-9
- Joanne Goode /  Donna Kellogg –  Line Romer /  Malene Worm: 15-2 / 15-6
- Angeline de Pauw /  Eny Widiowati –  Tine B. Nielsen /  Karina Sørensen: 15-13 / 15-3
- Gao Ling /  Qin Yiyuan –  Marlene Bech /  Lene Rasmussen: 15-1 / 15-1
- Helene Kirkegaard /  Rikke Olsen –  Agnese Allegrini /  Maria Luisa Mur: 15-5 / 15-1
- Yoshiko Iwata /  Haruko Matsuda –  Julie Boe /  Julie Houmann: 15-5 / 15-9
- Chen Lin /  Jiang Xuelian –  Lotte Jonathans /  Nicole van Hooren: 15-8 / 15-4
- Ann-Lou Jørgensen /  Mette Schjoldager –  Katarzyna Krasowska /  Joanna Szleszyńska: 15-11 / 15-11
- Deyana Lomban /  Eliza Nathanael –  Jeanette Lund /  Anne Marie Pedersen: 15-10 / 15-8
- Tang Chunjue /  Zhou Mi –  Naomi Murakami /  Hiromi Yamada: 15-13 / 8-15 / 15-4
- Joanne Goode /  Donna Kellogg –  Britta Andersen /  Lene Mørk: 17-14 / 15-10
- Gao Ling /  Qin Yiyuan –  Angeline de Pauw /  Eny Widiowati: 15-1 / 15-5
- Helene Kirkegaard /  Rikke Olsen –  Yoshiko Iwata /  Haruko Matsuda: 15-6 / 15-8
- Chen Lin /  Jiang Xuelian –  Ann-Lou Jørgensen /  Mette Schjoldager: 15-8 / 15-4
- Deyana Lomban /  Eliza Nathanael –  Tang Chunjue /  Zhou Mi: 10-15 / 15-11 / 15-3
- Gao Ling /  Qin Yiyuan –  Joanne Goode /  Donna Kellogg: 15-3 / 15-4
- Chen Lin /  Jiang Xuelian –  Helene Kirkegaard /  Rikke Olsen: 15-6 / 12-15 / 15-9
- Gao Ling /  Qin Yiyuan –  Deyana Lomban /  Eliza Nathanael: 15-3 / 15-4
- Gao Ling /  Qin Yiyuan –  Chen Lin /  Jiang Xuelian: 15-12 / 15-8

### Mixed
- Liu Yong /  Ge Fei –  Jesper Larsen /  Ann-Lou Jørgensen: 15-2 / 15-5
- Chris Hunt /  Donna Kellogg –  Janek Roos /  Britta Andersen: 15-12 / 17-16
- Wahyu Agung /  Emma Ermawati –  Yuzo Kubota /  Haruko Matsuda: 15-6 / 15-6
- Lars Paaske /  Jane F. Bramsen –  Quinten van Dalm /  Nicole van Hooren: 15-4 / 15-12
- Simon Archer /  Joanne Goode –  Santoso Sugiharjo /  Eny Widiowati: 15-3 / 17-14
- Ruud Kuijten /  Manon Albinus –  Martin Lundgaard Hansen /  Pernille Harder: 4-12 ret.
- Jon Holst-Christensen /  Marlene Thomsen –  Klaus Raffeiner /  Petra Schrott: 15-4 / 15-1
- Vladislav Druzchenko /  Viktoria Evtushenko –  Takuya Katayama /  Yoshiko Iwata: 15-7 / 15-7
- Chen Qiqiu /  Chen Lin –  Chris Hales /  Stefanie Westermann: 15-4 / 15-1
- Jens Eriksen /  Mette Schjoldager –  Chris Bruil /  Erica van den Heuvel: 15-7 / 15-10
- Anthony Clark /  Lorraine Cole –  Enrico Galeani /  Agnese Allegrini: 15-4 / 15-1
- Bambang Suprianto /  Zelin Resiana –  Jonas Rasmussen /  Helene Kirkegaard: 8-15 / 15-3 / 15-13
- Ian Sullivan /  Gail Emms –  Lars Rasmussen /  Jeanette Lund: 15-7 / 15-9
- Zhang Jun /  Gao Ling –  Peter Steffensen /  Lene Mørk: 15-9 / 15-5
- Fumihiko Machida /  Yasuko Mizui –  Simone Vincenzi /  Maria Luisa Mur: 15-3 / 15-7
- Michael Søgaard /  Rikke Olsen –  Cheng Rui /  Jiang Xuelian: 10-15 / 15-7 / 15-3
- Liu Yong /  Ge Fei –  Chris Hunt /  Donna Kellogg: 15-6 / 15-7
- Wahyu Agung /  Emma Ermawati –  Lars Paaske /  Jane F. Bramsen: 15-7 / 15-9
- Simon Archer /  Joanne Goode –  Ruud Kuijten /  Manon Albinus: 15-3 / 15-5
- Jon Holst-Christensen /  Marlene Thomsen –  Vladislav Druzchenko /  Viktoria Evtushenko: 15-3 / 15-2
- Jens Eriksen /  Mette Schjoldager –  Chen Qiqiu /  Chen Lin: 17-15 / 15-13
- Bambang Suprianto /  Zelin Resiana –  Anthony Clark /  Lorraine Cole: 15-7 / 15-3
- Zhang Jun /  Gao Ling –  Ian Sullivan /  Gail Emms: 15-7 / 15-12
- Michael Søgaard /  Rikke Olsen –  Fumihiko Machida /  Yasuko Mizui: 15-10 / 15-3
- Liu Yong /  Ge Fei –  Wahyu Agung /  Emma Ermawati: 15-8 / 15-2
- Simon Archer /  Joanne Goode –  Jon Holst-Christensen /  Marlene Thomsen: 15-10 / 1-15 / 15-7
- Jens Eriksen /  Mette Schjoldager –  Bambang Suprianto /  Zelin Resiana: 15-8 / 15-9
- Zhang Jun /  Gao Ling –  Michael Søgaard /  Rikke Olsen: 5-15 / 15-9 / 15-4
- Liu Yong /  Ge Fei –  Simon Archer /  Joanne Goode: 15-4 / 13-15 / 15-8
- Zhang Jun /  Gao Ling –  Jens Eriksen /  Mette Schjoldager: 15-7 / 10-15 / 15-11
- Liu Yong /  Ge Fei –  Zhang Jun /  Gao Ling: 15-12 / 17-14